# Zaštitne naočale
Zaštitne naočale ograđuju te prilikom toga štite oko i njegovo okolno područje od upada različitih čestica ili kemikalija. Koriste se u kemijskom laboratoriju, u športu (npr. skijanje, plivanje), prilikom obrade drva, bušenja, svrdlanja i drugo.
Mnogi tipovi zaštitnih naočala mogu imati ugrađene dioptrijske leće, pa ih mogu koristiti osobe koje imaju neki od oblika poremećaja refrakcije.

## Povijest
Prve zaštitne naočale su napravili (izrezali i isklesali) Eskimi i to od roga sjevernoameričkog soba, drva i kore. Njihova svrha je tada bila zaštita od snježne sljepoće. Takve naočale su bile iskrivljene kako bi pokrile lice te su imale veliku stražnju brazdu za nos. Vezica za držanje naočala na glavi bila je napravljena od sobove tetive. Dugi tanki otvor napravljen kroz naočale propuštao je samo mali dio svjetla i tako smanjivao ulaz UV - zraka.
- Tradicionalne inuitske naočale protiv snježne sljepoće
- Zavarivačke naočale i zaštitna kaciga
- Pilotske zaštitne naočale "Splitterschutzbrille" na izložbi Stoljeće hrvatskoga zrakoplovstva u Tehničkom muzeju u Zagrebu
- Plivačke naočale

## Tipovi
Evo nekih primjera o potrebi i svrsi zaštitnih naočala:
- Naočale za hladno vrijeme: Najmodernije naočale za hladno vrijeme sadrže dva sloja leća kako one s unutrašnje strane ne bi postale "maglovite". Iako se koriste i agensi protiv nakupljanja pare, naočale sa samo jednom lećom ne mogu dovoljno efikasno ukloniti taj problem. Razlog leži u tome što je leća hladnija od vodene pare, koja se onda kondenzira s unutrašnje strane. Kod sistema duplih leća unutrašnja leća je toplija a vanjska hladnija pa je kondenzacija vode onemogućena. Ako vodena para dođe između ležišta tih dviju leća može doći do pojave kondenzacije na tom području koje se gotovo nemoguće riješiti, pa zato takve naočale moraju biti nepropusne na ulazak zraka između te dvije leće.

- Naočale za plivanje: Moraju biti nepropusne za vodu, posebice slanu vodu prilikom plivanja u moru ili kloriranu kod plivanja u bazenu. One omogućuju plivačima da vide jasno ispod vode, ali se ne mogu koristiti na više od nekoliko stopa ispod površine jer ih tada tlak vode jako pritisne uz lice. Primjer toga uključuje švedske naočale.
- Radne naočale: Moraju biti izrađene od jako čvrstog i otpornog materijala kako bi zaštitile oko od upada različitih komada metala, drva, betona itd. Uobičajeno sadrže i neku vrstu ventilacije kako se ne bi orosile.
- Zavarivačke naočale: Pružaju zaštitu očiju od štetne svjetlosti koja se pojavljuje prilikom tehnološkog postupka zavarivanja i letećih čestica vrućeg rastopljenog metala.  Postoje različite vrste stakala s različitim stupnjevima zatamnjenja ovisno o vrsti zavarivačkog postupka (elektrolučno, autogeno i dr.).
- Naočale za motor: Sprječavaju ulazak insekata i prašine u oko.
- Laboratorij i istraživanje: Sadrže i lasersku zaštitu, primjer su crvene adaptacijske naočale.
- Zimski športovi: Štite oči od bljeskova i ledenih komadića koji mogu doletjeti s dna.
- Astronomija i meteorologija: Radi se o naočalama koje se prilagođavaju na mrak a stavljaju se prije izlaska noću.
- Košarka: Nekoliko NBA igrača (Kareem Abdul-Jabbar, James Worthy, Horace Grant, Kurt Rambis) je koristilo naočale tokom igre. Sprječavale su grebanje ili udarac u oko igrača za vrijeme borbe za loptu.
- Aeronautika: Piloti Amelia Earhart i Charles Kingsford Smith su nosili naočale tijekom vožnje u otvorenoj kabini zrakoplova. Takve su naočale još i danas u uporabi; primjer AN-6530 naočale.
- Virtualna stvarnost: Naglavna mikrotelefonska kombinacija, ponekad zvana "goggles". Ovdje se informacija sa zaslona računala prezentirana kao trodimenzionalna slika okoliša.

## Moda
Naočale se često nose kao modni dodatak u određenim kulturama, posebice unutar cybergoth supkulture. Stavljaju se preko očiju ili gore na čelo kako bi se onesposobio njihov pad. Ima ih različitih boja, tipova i veličina. Fanovi Steampunk žanra često nose naočale, posebice za vrijeme performinga igre uživo. Kao modni simbol koriste ih anime i manga likovi: Od ostalih poznatijih likova koriste ih Matt (Death Note) i Usopp (One Piece).

## Popularna kultura
U legendarnom prizoru epizode Radioactive Man serije The Simpsons,  Rainier Wolfcastle suočen s ogromnim valom sulfidne kiseline na sebi ima samo gumene zaštitne naočale kao jedinu zaštitu. U prizoru strašne scene on bježi, odijelo i naočale mu se tope a on glasno viče: "My eyes! The goggles do nothing!"

## Naočale za životinje
U toj skupini postoje naočale za konje (koriste se u konjskim trkama te u borbama između konja i bika), za pse (poznatije kao Doggles), te naočale za mačke (stavljaju se prilikom kupanja).